# Oberhofen am Irrsee
Oberhofen am Irrsee is een gemeente in de Oostenrijkse deelstaat Opper-Oostenrijk, gelegen in het district Vöcklabruck. De gemeente heeft ongeveer 1300 inwoners.

## Geografie
Oberhofen am Irrsee heeft een oppervlakte van 21 km². De gemeente ligt in het zuidwesten van de deelstaat Opper-Oostenrijk. Het ligt ten noordoosten van de deelstaat Salzburg en ten zuiden van de grens met Duitsland.
- Gemeinsame Normdatei: 4527802-7
- Virtual International Authority File: 239638961